# Ljubica Vukomanović
Ljubica Vukomanović (sérvio: Љубица Вукомановић; Srezojevci, 14 de janeiro de 1785 – Viena, 14 de maio de 1843), foi a princesa consorte do Principado da Sérvia como esposa de Miloš I da Sérvia.